# Karl Daeves

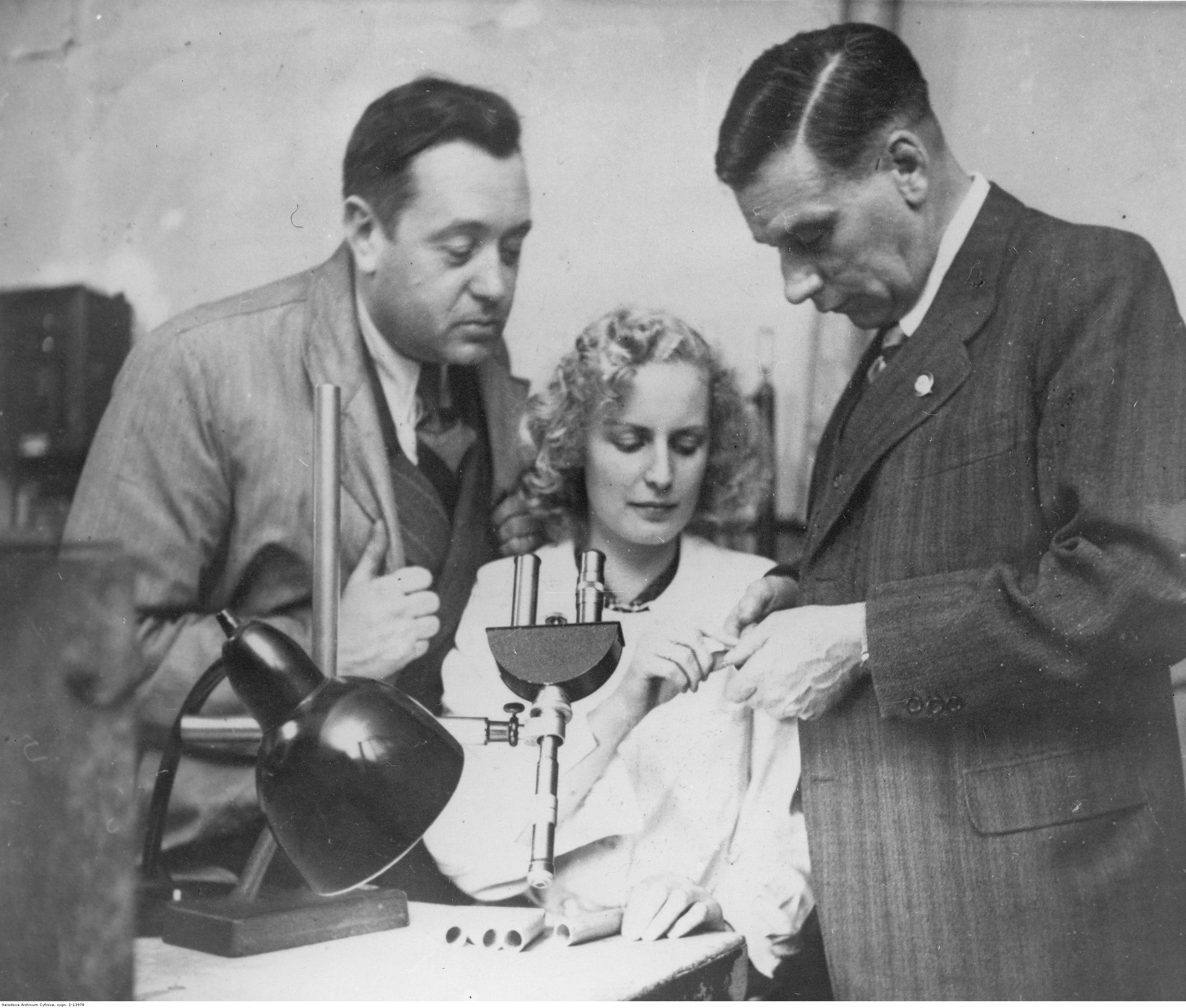
Karl Daeves mit Walter Eichholz 1944

Karl Heinz Daeves (* 24. April 1893 in Köln; † 2. Mai 1963) war ein deutscher Eisenhüttenkundler.

## Leben
Daeves studierte Hüttenkunde an der TH Aachen und in Breslau, wo er 1920 promoviert wurde.
Nach kurzer Industrietätigkeit wurde er 1921 Sachbearbeiter im Verein Deutscher Eisenhüttenleute in Düsseldorf, wo er das auf statistischen Methoden und Wahrscheinlichkeitsrechnung basierende Forschungskonzept der Großzahlforschung zur Qualitätsüberwachung und Werkstoffentwicklung entwickelte.
1924 wurde er Leiter der Forschungsabteilung der Kohle- und Eisenforschung GmbH in Dortmund.
„Daeves erweiterte das Anwendungsfeld der Großzahlforschung auf die Bereiche von Gebrauchswertanalyse, Schwachstellenforschung sowie Beurteilung bestimmter technischer und wirtschaftlicher Wahrscheinlichkeiten.“
1944 verlieh ihm Adolf Hitler den Dr.-Fritz-Todt-Preis.
Nach 1945 arbeitete er als Technikwissenschaftler beim Handelsblatt als Mittler zwischen technischen und wirtschaftlichen Prozessen.

## Veröffentlichungen
- Beitrag zur Kenntnis der sogenannten doppelkarbidhaltigen Chrom- und Wolframstähle; 1920
- Beiträge zu den Systemen Eisen-Chrom-Kohlenstoff und Eisen-Wolfram-Kohlenstoff unter besonderer Berücksichtigung der Löslichkeit für Kohlenstoff; 1920
- Auswertung statistischer Unterlagen für Betriebsüberwachung und Forschung; 1922
- Großzahlforschung; 1924[3]
- Das Eisen-Kohlenstoff-Diagramm und die wichtigsten Gefügebestandteile der Kohlenstoffstähle; 1924
- Werkstoff-Handbuch Stahl und Eisen; 1927
- Psychologische Einflüsse bei Toleranzmessungen und Großzahl-Auswertungen; 1930
- Die Organisation der Qualitätswirtschaft in der Vereinigte Stahlwerke Aktiengesellschaft; 1931
- Geplante Forschung reift rechtzeitig; In Der Vierjahresplan; 1942
- mit August Beckel: Großzahlforschung und Häufigkeits-Analyse; 1948
- Monographien über Stahlverwendung Zustandsschaubild der unlegierten Stähle (Kohlenstoffstähle)
- Vorausbestimmungen im Wirtschaftsleben; 1951
- Rationalisierung durch Grosszahl-Forschung; 1952
- Werkstoff-Handbuch Stahl und Eisen; 1953